# Liste des communes de la Haute-Savoie
Pour les autres listes de communes françaises, voir Listes des communes de France.
| - La Haute-Savoie en France métropolitaine. - Carte des communes de la Haute-Savoie. |

Cette page liste les 279 communes du département français de la Haute-Savoie au 1er janvier 2025.

## Historique
Le territoire de l'actuel département de la Haute-Savoie a fait partie des États de Savoie, puis premier rattachement à la France en 1792 avec création du département du Mont-Blanc, puis restitution au royaume de Sardaigne en 1815, enfin second rattachement et création des départements de Savoie et de Haute-Savoie le 15 juin 1860.
En 2018 à la suite de la création de 6 communes nouvelles depuis 2016, leur nombre est passé de 294 à 281.
En 2019, à la suite de la création de 2 communes nouvelles, le nombre de communes est passé de 281 à 279.

## Liste des communes
Le tableau suivant donne la liste des communes au 1er janvier 2025, en précisant leur code Insee, leur code postal principal, leur arrondissement, leur canton, leur intercommunalité, leur superficie, leur population et leur densité, d'après les chiffres de l'Insee issus du recensement 2022,.
| Nom                       | Code Insee | Code postal                   | Arrondissement           | Canton                              | Intercommunalité                         | Superficie (km2) | Population (dernière pop. légale) | Densité (hab./km2) | Modifier                                    |
| ------------------------- | ---------- | ----------------------------- | ------------------------ | ----------------------------------- | ---------------------------------------- | ---------------- | --------------------------------- | ------------------ | ------------------------------------------- |
| Annecy (préfecture)       | 74010      | 74000 74370 74600 74940 74960 | Annecy                   | Annecy-1 Annecy-2 Annecy-3 Annecy-4 | CA Grand Annecy                          | 66,93            | 131 272 (2022)                    | 1 961              | modifier les données · modifier les données |
| Abondance                 | 74001      | 74360                         | Thonon-les-Bains         | Évian-les-Bains                     | CC Pays d'Évian Vallée d'Abondance       | 58,84            | 1 536 (2022)                      | 26                 | modifier les données · modifier les données |
| Alby-sur-Chéran           | 74002      | 74540                         | Annecy                   | Rumilly                             | CA Grand Annecy                          | 6,56             | 2 643 (2022)                      | 403                | modifier les données · modifier les données |
| Alex                      | 74003      | 74290                         | Annecy                   | Faverges-Seythenex                  | CC des Vallées de Thônes                 | 17,02            | 1 125 (2022)                      | 66                 | modifier les données · modifier les données |
| Allèves                   | 74004      | 74540                         | Annecy                   | Rumilly                             | CA Grand Annecy                          | 8,81             | 404 (2022)                        | 46                 | modifier les données · modifier les données |
| Allinges                  | 74005      | 74200                         | Thonon-les-Bains         | Thonon-les-Bains                    | CA Thonon Agglomération                  | 15,01            | 4 938 (2022)                      | 329                | modifier les données · modifier les données |
| Allonzier-la-Caille       | 74006      | 74350                         | Saint-Julien-en-Genevois | La Roche-sur-Foron                  | CC du Pays de Cruseilles                 | 9,62             | 2 170 (2022)                      | 226                | modifier les données · modifier les données |
| Amancy                    | 74007      | 74800                         | Bonneville               | La Roche-sur-Foron                  | CC du Pays Rochois                       | 8,62             | 2 786 (2022)                      | 323                | modifier les données · modifier les données |
| Ambilly                   | 74008      | 74100                         | Saint-Julien-en-Genevois | Annemasse                           | CA Annemasse - Les Voirons Agglomération | 1,25             | 6 269 (2022)                      | 5 015              | modifier les données · modifier les données |
| Andilly                   | 74009      | 74350                         | Saint-Julien-en-Genevois | La Roche-sur-Foron                  | CC du Pays de Cruseilles                 | 6,07             | 1 011 (2022)                      | 167                | modifier les données · modifier les données |
| Annemasse                 | 74012      | 74100                         | Saint-Julien-en-Genevois | Annemasse                           | CA Annemasse - Les Voirons Agglomération | 4,98             | 37 595 (2022)                     | 7 549              | modifier les données · modifier les données |
| Anthy-sur-Léman           | 74013      | 74200                         | Thonon-les-Bains         | Sciez                               | CA Thonon Agglomération                  | 4,62             | 2 370 (2022)                      | 513                | modifier les données · modifier les données |
| Arâches-la-Frasse         | 74014      | 74300                         | Bonneville               | Sallanches                          | CC Cluses-Arve et Montagnes              | 37,69            | 1 777 (2022)                      | 47                 | modifier les données · modifier les données |
| Arbusigny                 | 74015      | 74930                         | Saint-Julien-en-Genevois | La Roche-sur-Foron                  | CC Arve et Salève                        | 12,25            | 1 136 (2022)                      | 93                 | modifier les données · modifier les données |
| Archamps                  | 74016      | 74160                         | Saint-Julien-en-Genevois | Saint-Julien-en-Genevois            | CC du Genevois                           | 10,69            | 2 458 (2022)                      | 230                | modifier les données · modifier les données |
| Arenthon                  | 74018      | 74800                         | Bonneville               | Bonneville                          | CC du Pays Rochois                       | 11,47            | 1 998 (2022)                      | 174                | modifier les données · modifier les données |
| Argonay                   | 74019      | 74370                         | Annecy                   | Annecy-3                            | CA Grand Annecy                          | 5,16             | 3 713 (2022)                      | 720                | modifier les données · modifier les données |
| Armoy                     | 74020      | 74200                         | Thonon-les-Bains         | Thonon-les-Bains                    | CA Thonon Agglomération                  | 4,95             | 1 501 (2022)                      | 303                | modifier les données · modifier les données |
| Arthaz-Pont-Notre-Dame    | 74021      | 74380                         | Saint-Julien-en-Genevois | Gaillard                            | CC Arve et Salève                        | 5,96             | 1 670 (2022)                      | 280                | modifier les données · modifier les données |
| Ayse                      | 74024      | 74130                         | Bonneville               | Bonneville                          | CC Faucigny - Glières                    | 10,48            | 2 325 (2022)                      | 222                | modifier les données · modifier les données |
| Ballaison                 | 74025      | 74140                         | Thonon-les-Bains         | Sciez                               | CA Thonon Agglomération                  | 13,30            | 1 475 (2022)                      | 111                | modifier les données · modifier les données |
| La Balme-de-Sillingy      | 74026      | 74330                         | Annecy                   | Annecy-1                            | CC Fier et Usses                         | 16,51            | 5 215 (2022)                      | 316                | modifier les données · modifier les données |
| La Balme-de-Thuy          | 74027      | 74230                         | Annecy                   | Faverges-Seythenex                  | CC des Vallées de Thônes                 | 17,79            | 457 (2022)                        | 26                 | modifier les données · modifier les données |
| Bassy                     | 74029      | 74910                         | Saint-Julien-en-Genevois | Saint-Julien-en-Genevois            | CC Usses et Rhône                        | 7,57             | 398 (2022)                        | 53                 | modifier les données · modifier les données |
| La Baume                  | 74030      | 74430                         | Thonon-les-Bains         | Évian-les-Bains                     | CC du Haut-Chablais                      | 16,91            | 322 (2022)                        | 19                 | modifier les données · modifier les données |
| Beaumont                  | 74031      | 74160                         | Saint-Julien-en-Genevois | Saint-Julien-en-Genevois            | CC du Genevois                           | 9,74             | 3 081 (2022)                      | 316                | modifier les données · modifier les données |
| Bellevaux                 | 74032      | 74470                         | Thonon-les-Bains         | Thonon-les-Bains                    | CC du Haut-Chablais                      | 48,97            | 1 392 (2022)                      | 28                 | modifier les données · modifier les données |
| Bernex                    | 74033      | 74500                         | Thonon-les-Bains         | Évian-les-Bains                     | CC Pays d'Évian Vallée d'Abondance       | 22,31            | 1 450 (2022)                      | 65                 | modifier les données · modifier les données |
| Le Biot                   | 74034      | 74430                         | Thonon-les-Bains         | Évian-les-Bains                     | CC du Haut-Chablais                      | 13,18            | 636 (2022)                        | 48                 | modifier les données · modifier les données |
| Bloye                     | 74035      | 74150                         | Annecy                   | Rumilly                             | CC Rumilly Terre de Savoie               | 4,40             | 565 (2022)                        | 128                | modifier les données · modifier les données |
| Bluffy                    | 74036      | 74290                         | Annecy                   | Faverges-Seythenex                  | CA Grand Annecy                          | 3,74             | 398 (2022)                        | 106                | modifier les données · modifier les données |
| Boëge                     | 74037      | 74420                         | Thonon-les-Bains         | Sciez                               | CC de la Vallée Verte                    | 16,00            | 1 938 (2022)                      | 121                | modifier les données · modifier les données |
| Bogève                    | 74038      | 74250                         | Thonon-les-Bains         | Sciez                               | CC de la Vallée Verte                    | 7,00             | 1 160 (2022)                      | 166                | modifier les données · modifier les données |
| Bonne                     | 74040      | 74380                         | Saint-Julien-en-Genevois | Gaillard                            | CA Annemasse - Les Voirons Agglomération | 8,58             | 3 268 (2022)                      | 381                | modifier les données · modifier les données |
| Bonnevaux                 | 74041      | 74360                         | Thonon-les-Bains         | Évian-les-Bains                     | CC Pays d'Évian Vallée d'Abondance       | 7,82             | 282 (2022)                        | 36                 | modifier les données · modifier les données |
| Bonneville                | 74042      | 74130                         | Bonneville               | Bonneville                          | CC Faucigny - Glières                    | 27,15            | 13 320 (2022)                     | 491                | modifier les données · modifier les données |
| Bons-en-Chablais          | 74043      | 74890                         | Thonon-les-Bains         | Sciez                               | CA Thonon Agglomération                  | 19,09            | 6 120 (2022)                      | 321                | modifier les données · modifier les données |
| Bossey                    | 74044      | 74160                         | Saint-Julien-en-Genevois | Saint-Julien-en-Genevois            | CC du Genevois                           | 3,88             | 947 (2022)                        | 244                | modifier les données · modifier les données |
| Le Bouchet-Mont-Charvin   | 74045      | 74230                         | Annecy                   | Faverges-Seythenex                  | CC des Vallées de Thônes                 | 18,52            | 249 (2022)                        | 13                 | modifier les données · modifier les données |
| Boussy                    | 74046      | 74150                         | Annecy                   | Rumilly                             | CC Rumilly Terre de Savoie               | 5,23             | 511 (2022)                        | 98                 | modifier les données · modifier les données |
| Brenthonne                | 74048      | 74890                         | Thonon-les-Bains         | Sciez                               | CA Thonon Agglomération                  | 8,38             | 1 116 (2022)                      | 133                | modifier les données · modifier les données |
| Brizon                    | 74049      | 74130                         | Bonneville               | Bonneville                          | CC Faucigny - Glières                    | 10,39            | 465 (2022)                        | 45                 | modifier les données · modifier les données |
| Burdignin                 | 74050      | 74420                         | Thonon-les-Bains         | Sciez                               | CC de la Vallée Verte                    | 9,87             | 688 (2022)                        | 70                 | modifier les données · modifier les données |
| Cercier                   | 74051      | 74350                         | Saint-Julien-en-Genevois | La Roche-sur-Foron                  | CC du Pays de Cruseilles                 | 11,46            | 729 (2022)                        | 64                 | modifier les données · modifier les données |
| Cernex                    | 74052      | 74350                         | Saint-Julien-en-Genevois | La Roche-sur-Foron                  | CC du Pays de Cruseilles                 | 12,66            | 1 163 (2022)                      | 92                 | modifier les données · modifier les données |
| Cervens                   | 74053      | 74550                         | Thonon-les-Bains         | Thonon-les-Bains                    | CA Thonon Agglomération                  | 6,36             | 1 259 (2022)                      | 198                | modifier les données · modifier les données |
| Chainaz-les-Frasses       | 74054      | 74540                         | Annecy                   | Rumilly                             | CA Grand Annecy                          | 5,57             | 708 (2022)                        | 127                | modifier les données · modifier les données |
| Challonges                | 74055      | 74910                         | Saint-Julien-en-Genevois | Saint-Julien-en-Genevois            | CC Usses et Rhône                        | 7,90             | 589 (2022)                        | 75                 | modifier les données · modifier les données |
| Chamonix-Mont-Blanc       | 74056      | 74400                         | Bonneville               | Le Mont-Blanc                       | CC de la Vallée de Chamonix-Mont-Blanc   | 116,53           | 8 673 (2022)                      | 74                 | modifier les données · modifier les données |
| Champanges                | 74057      | 74500                         | Thonon-les-Bains         | Évian-les-Bains                     | CC Pays d'Évian Vallée d'Abondance       | 3,71             | 1 181 (2022)                      | 318                | modifier les données · modifier les données |
| Chapeiry                  | 74061      | 74540                         | Annecy                   | Rumilly                             | CA Grand Annecy                          | 5,76             | 982 (2022)                        | 170                | modifier les données · modifier les données |
| La Chapelle-d'Abondance   | 74058      | 74360                         | Thonon-les-Bains         | Évian-les-Bains                     | CC Pays d'Évian Vallée d'Abondance       | 37,85            | 873 (2022)                        | 23                 | modifier les données · modifier les données |
| La Chapelle-Rambaud       | 74059      | 74800                         | Bonneville               | La Roche-sur-Foron                  | CC du Pays Rochois                       | 4,27             | 251 (2022)                        | 59                 | modifier les données · modifier les données |
| La Chapelle-Saint-Maurice | 74060      | 74410                         | Annecy                   | Annecy-4                            | CA Grand Annecy                          | 6,48             | 118 (2022)                        | 18                 | modifier les données · modifier les données |
| Charvonnex                | 74062      | 74370                         | Annecy                   | Annecy-3                            | CA Grand Annecy                          | 4,71             | 1 545 (2022)                      | 328                | modifier les données · modifier les données |
| Châtel                    | 74063      | 74390                         | Thonon-les-Bains         | Évian-les-Bains                     | CC Pays d'Évian Vallée d'Abondance       | 32,19            | 1 168 (2022)                      | 36                 | modifier les données · modifier les données |
| Châtillon-sur-Cluses      | 74064      | 74300                         | Bonneville               | Cluses                              | CC des Montagnes du Giffre               | 9,18             | 1 215 (2022)                      | 132                | modifier les données · modifier les données |
| Chaumont                  | 74065      | 74270                         | Saint-Julien-en-Genevois | Saint-Julien-en-Genevois            | CC Usses et Rhône                        | 12,38            | 541 (2022)                        | 44                 | modifier les données · modifier les données |
| Chavannaz                 | 74066      | 74270                         | Saint-Julien-en-Genevois | Saint-Julien-en-Genevois            | CC Usses et Rhône                        | 3,17             | 240 (2022)                        | 76                 | modifier les données · modifier les données |
| Chavanod                  | 74067      | 74650                         | Annecy                   | Annecy-4                            | CA Grand Annecy                          | 13,36            | 3 024 (2022)                      | 226                | modifier les données · modifier les données |
| Chêne-en-Semine           | 74068      | 74270                         | Saint-Julien-en-Genevois | Saint-Julien-en-Genevois            | CC Usses et Rhône                        | 9,46             | 526 (2022)                        | 56                 | modifier les données · modifier les données |
| Chênex                    | 74069      | 74520                         | Saint-Julien-en-Genevois | Saint-Julien-en-Genevois            | CC du Genevois                           | 5,38             | 790 (2022)                        | 147                | modifier les données · modifier les données |
| Chens-sur-Léman           | 74070      | 74140                         | Thonon-les-Bains         | Sciez                               | CA Thonon Agglomération                  | 10,87            | 3 005 (2022)                      | 276                | modifier les données · modifier les données |
| Chessenaz                 | 74071      | 74270                         | Saint-Julien-en-Genevois | Saint-Julien-en-Genevois            | CC Usses et Rhône                        | 5,23             | 241 (2022)                        | 46                 | modifier les données · modifier les données |
| Chevaline                 | 74072      | 74210                         | Annecy                   | Faverges-Seythenex                  | CC des Sources du Lac d'Annecy           | 14,16            | 182 (2022)                        | 13                 | modifier les données · modifier les données |
| Chevenoz                  | 74073      | 74500                         | Thonon-les-Bains         | Évian-les-Bains                     | CC Pays d'Évian Vallée d'Abondance       | 10,54            | 701 (2022)                        | 67                 | modifier les données · modifier les données |
| Chevrier                  | 74074      | 74520                         | Saint-Julien-en-Genevois | Saint-Julien-en-Genevois            | CC du Genevois                           | 5,35             | 717 (2022)                        | 134                | modifier les données · modifier les données |
| Chilly                    | 74075      | 74270                         | Saint-Julien-en-Genevois | Saint-Julien-en-Genevois            | CC Usses et Rhône                        | 18,58            | 1 646 (2022)                      | 89                 | modifier les données · modifier les données |
| Choisy                    | 74076      | 74330                         | Annecy                   | Annecy-1                            | CC Fier et Usses                         | 16,57            | 1 704 (2022)                      | 103                | modifier les données · modifier les données |
| Clarafond-Arcine          | 74077      | 74270                         | Saint-Julien-en-Genevois | Saint-Julien-en-Genevois            | CC Usses et Rhône                        | 16,88            | 1 053 (2022)                      | 62                 | modifier les données · modifier les données |
| Les Clefs                 | 74079      | 74230                         | Annecy                   | Faverges-Seythenex                  | CC des Vallées de Thônes                 | 18,47            | 704 (2022)                        | 38                 | modifier les données · modifier les données |
| Clermont                  | 74078      | 74270                         | Saint-Julien-en-Genevois | Saint-Julien-en-Genevois            | CC Usses et Rhône                        | 6,98             | 449 (2022)                        | 64                 | modifier les données · modifier les données |
| La Clusaz                 | 74080      | 74220                         | Annecy                   | Faverges-Seythenex                  | CC des Vallées de Thônes                 | 40,62            | 1 663 (2022)                      | 41                 | modifier les données · modifier les données |
| Cluses                    | 74081      | 74300                         | Bonneville               | Cluses                              | CC Cluses-Arve et Montagnes              | 10,46            | 17 366 (2022)                     | 1 660              | modifier les données · modifier les données |
| Collonges-sous-Salève     | 74082      | 74160                         | Saint-Julien-en-Genevois | Saint-Julien-en-Genevois            | CC du Genevois                           | 6,13             | 3 876 (2022)                      | 632                | modifier les données · modifier les données |
| Combloux                  | 74083      | 74920                         | Bonneville               | Sallanches                          | CC Pays du Mont-Blanc                    | 17,27            | 2 094 (2022)                      | 121                | modifier les données · modifier les données |
| Contamine-Sarzin          | 74086      | 74270                         | Saint-Julien-en-Genevois | Saint-Julien-en-Genevois            | CC Usses et Rhône                        | 6,86             | 737 (2022)                        | 107                | modifier les données · modifier les données |
| Contamine-sur-Arve        | 74087      | 74130                         | Bonneville               | Bonneville                          | CC Faucigny - Glières                    | 6,92             | 2 374 (2022)                      | 343                | modifier les données · modifier les données |
| Les Contamines-Montjoie   | 74085      | 74170                         | Bonneville               | Le Mont-Blanc                       | CC Pays du Mont-Blanc                    | 43,55            | 1 083 (2022)                      | 25                 | modifier les données · modifier les données |
| Copponex                  | 74088      | 74350                         | Saint-Julien-en-Genevois | La Roche-sur-Foron                  | CC du Pays de Cruseilles                 | 9,21             | 1 287 (2022)                      | 140                | modifier les données · modifier les données |
| Cordon                    | 74089      | 74700                         | Bonneville               | Sallanches                          | CC Pays du Mont-Blanc                    | 22,35            | 984 (2022)                        | 44                 | modifier les données · modifier les données |
| Cornier                   | 74090      | 74800                         | Bonneville               | La Roche-sur-Foron                  | CC du Pays Rochois                       | 6,78             | 1 468 (2022)                      | 217                | modifier les données · modifier les données |
| La Côte-d'Arbroz          | 74091      | 74110                         | Thonon-les-Bains         | Évian-les-Bains                     | CC du Haut-Chablais                      | 12,24            | 355 (2022)                        | 29                 | modifier les données · modifier les données |
| Cranves-Sales             | 74094      | 74380                         | Saint-Julien-en-Genevois | Gaillard                            | CA Annemasse - Les Voirons Agglomération | 13,61            | 7 476 (2022)                      | 549                | modifier les données · modifier les données |
| Crempigny-Bonneguête      | 74095      | 74150                         | Annecy                   | Rumilly                             | CC Rumilly Terre de Savoie               | 5,82             | 325 (2022)                        | 56                 | modifier les données · modifier les données |
| Cruseilles                | 74096      | 74350                         | Saint-Julien-en-Genevois | La Roche-sur-Foron                  | CC du Pays de Cruseilles                 | 25,41            | 5 058 (2022)                      | 199                | modifier les données · modifier les données |
| Cusy                      | 74097      | 74540                         | Annecy                   | Rumilly                             | CA Grand Annecy                          | 17,43            | 1 855 (2022)                      | 106                | modifier les données · modifier les données |
| Cuvat                     | 74098      | 74350                         | Saint-Julien-en-Genevois | La Roche-sur-Foron                  | CC du Pays de Cruseilles                 | 4,72             | 1 638 (2022)                      | 347                | modifier les données · modifier les données |
| Demi-Quartier             | 74099      | 74120                         | Bonneville               | Sallanches                          | CC Pays du Mont-Blanc                    | 8,90             | 803 (2022)                        | 90                 | modifier les données · modifier les données |
| Desingy                   | 74100      | 74270                         | Saint-Julien-en-Genevois | Saint-Julien-en-Genevois            | CC Usses et Rhône                        | 18,93            | 759 (2022)                        | 40                 | modifier les données · modifier les données |
| Dingy-en-Vuache           | 74101      | 74520                         | Saint-Julien-en-Genevois | Saint-Julien-en-Genevois            | CC du Genevois                           | 7,18             | 787 (2022)                        | 110                | modifier les données · modifier les données |
| Dingy-Saint-Clair         | 74102      | 74230                         | Annecy                   | Faverges-Seythenex                  | CC des Vallées de Thônes                 | 34,12            | 1 459 (2022)                      | 43                 | modifier les données · modifier les données |
| Domancy                   | 74103      | 74700                         | Bonneville               | Sallanches                          | CC Pays du Mont-Blanc                    | 7,40             | 2 203 (2022)                      | 298                | modifier les données · modifier les données |
| Doussard                  | 74104      | 74210                         | Annecy                   | Faverges-Seythenex                  | CC des Sources du Lac d'Annecy           | 20,14            | 3 688 (2022)                      | 183                | modifier les données · modifier les données |
| Douvaine                  | 74105      | 74140                         | Thonon-les-Bains         | Sciez                               | CA Thonon Agglomération                  | 10,54            | 6 788 (2022)                      | 644                | modifier les données · modifier les données |
| Draillant                 | 74106      | 74550                         | Thonon-les-Bains         | Thonon-les-Bains                    | CA Thonon Agglomération                  | 10,41            | 875 (2022)                        | 84                 | modifier les données · modifier les données |
| Droisy                    | 74107      | 74270                         | Saint-Julien-en-Genevois | Saint-Julien-en-Genevois            | CC Usses et Rhône                        | 4,55             | 153 (2022)                        | 34                 | modifier les données · modifier les données |
| Duingt                    | 74108      | 74410                         | Annecy                   | Annecy-4                            | CA Grand Annecy                          | 4,39             | 1 069 (2022)                      | 244                | modifier les données · modifier les données |
| Éloise                    | 74109      | 01200                         | Saint-Julien-en-Genevois | Saint-Julien-en-Genevois            | CC Usses et Rhône                        | 8,95             | 935 (2022)                        | 104                | modifier les données · modifier les données |
| Entrevernes               | 74111      | 74410                         | Annecy                   | Annecy-4                            | CA Grand Annecy                          | 8,31             | 197 (2022)                        | 24                 | modifier les données · modifier les données |
| Epagny Metz-Tessy         | 74112      | 74330 74370                   | Annecy                   | Annecy-3                            | CA Grand Annecy                          | 12,06            | 8 642 (2022)                      | 717                | modifier les données · modifier les données |
| Essert-Romand             | 74114      | 74110                         | Thonon-les-Bains         | Évian-les-Bains                     | CC du Haut-Chablais                      | 6,78             | 520 (2022)                        | 77                 | modifier les données · modifier les données |
| Etaux                     | 74116      | 74800                         | Bonneville               | La Roche-sur-Foron                  | CC du Pays Rochois                       | 13,69            | 2 109 (2022)                      | 154                | modifier les données · modifier les données |
| Étercy                    | 74117      | 74150                         | Annecy                   | Rumilly                             | CC Rumilly Terre de Savoie               | 4,55             | 976 (2022)                        | 215                | modifier les données · modifier les données |
| Étrembières               | 74118      | 74100                         | Saint-Julien-en-Genevois | Gaillard                            | CA Annemasse - Les Voirons Agglomération | 5,43             | 2 624 (2022)                      | 483                | modifier les données · modifier les données |
| Évian-les-Bains           | 74119      | 74500                         | Thonon-les-Bains         | Évian-les-Bains                     | CC Pays d'Évian Vallée d'Abondance       | 4,29             | 9 224 (2022)                      | 2 150              | modifier les données · modifier les données |
| Excenevex                 | 74121      | 74140                         | Thonon-les-Bains         | Sciez                               | CA Thonon Agglomération                  | 6,66             | 1 326 (2022)                      | 199                | modifier les données · modifier les données |
| Faucigny                  | 74122      | 74130                         | Bonneville               | Bonneville                          | CC des Quatre Rivières                   | 4,91             | 655 (2022)                        | 133                | modifier les données · modifier les données |
| Faverges-Seythenex        | 74123      | 74210                         | Annecy                   | Faverges-Seythenex                  | CC des Sources du Lac d'Annecy           | 59,27            | 7 540 (2022)                      | 127                | modifier les données · modifier les données |
| Feigères                  | 74124      | 74160                         | Saint-Julien-en-Genevois | Saint-Julien-en-Genevois            | CC du Genevois                           | 7,66             | 1 842 (2022)                      | 240                | modifier les données · modifier les données |
| Fessy                     | 74126      | 74890                         | Thonon-les-Bains         | Sciez                               | CA Thonon Agglomération                  | 8,53             | 1 071 (2022)                      | 126                | modifier les données · modifier les données |
| Féternes                  | 74127      | 74500                         | Thonon-les-Bains         | Évian-les-Bains                     | CC Pays d'Évian Vallée d'Abondance       | 14,31            | 1 520 (2022)                      | 106                | modifier les données · modifier les données |
| Fillière                  | 74282      | 74370 74570                   | Annecy                   | Annecy-3                            | CA Grand Annecy                          | 119,41           | 9 812 (2022)                      | 82                 | modifier les données · modifier les données |
| Fillinges                 | 74128      | 74250                         | Bonneville               | Bonneville                          | CC des Quatre Rivières                   | 11,67            | 3 550 (2022)                      | 304                | modifier les données · modifier les données |
| La Forclaz                | 74129      | 74200                         | Thonon-les-Bains         | Évian-les-Bains                     | CC du Haut-Chablais                      | 4,04             | 225 (2022)                        | 56                 | modifier les données · modifier les données |
| Franclens                 | 74130      | 74910                         | Saint-Julien-en-Genevois | Saint-Julien-en-Genevois            | CC Usses et Rhône                        | 5,37             | 549 (2022)                        | 102                | modifier les données · modifier les données |
| Frangy                    | 74131      | 74270                         | Saint-Julien-en-Genevois | Saint-Julien-en-Genevois            | CC Usses et Rhône                        | 9,69             | 2 136 (2022)                      | 220                | modifier les données · modifier les données |
| Gaillard                  | 74133      | 74240                         | Saint-Julien-en-Genevois | Gaillard                            | CA Annemasse - Les Voirons Agglomération | 4,02             | 11 054 (2022)                     | 2 750              | modifier les données · modifier les données |
| Les Gets                  | 74134      | 74260                         | Thonon-les-Bains         | Évian-les-Bains                     | CC du Haut-Chablais                      | 29,98            | 1 227 (2022)                      | 41                 | modifier les données · modifier les données |
| Giez                      | 74135      | 74210                         | Annecy                   | Faverges-Seythenex                  | CC des Sources du Lac d'Annecy           | 12,65            | 569 (2022)                        | 45                 | modifier les données · modifier les données |
| Glières-Val-de-Borne      | 74212      | 74130                         | Bonneville               | Bonneville                          | CC Faucigny - Glières                    | 71,77            | 1 825 (2022)                      | 25                 | modifier les données · modifier les données |
| Le Grand-Bornand          | 74136      | 74450                         | Annecy                   | Faverges-Seythenex                  | CC des Vallées de Thônes                 | 61,42            | 2 054 (2022)                      | 33                 | modifier les données · modifier les données |
| Groisy                    | 74137      | 74570                         | Annecy                   | Annecy-3                            | CA Grand Annecy                          | 21,44            | 4 044 (2022)                      | 189                | modifier les données · modifier les données |
| Gruffy                    | 74138      | 74540                         | Annecy                   | Rumilly                             | CA Grand Annecy                          | 14,44            | 1 497 (2022)                      | 104                | modifier les données · modifier les données |
| Habère-Lullin             | 74139      | 74420                         | Thonon-les-Bains         | Sciez                               | CC de la Vallée Verte                    | 8,86             | 1 091 (2022)                      | 123                | modifier les données · modifier les données |
| Habère-Poche              | 74140      | 74420                         | Thonon-les-Bains         | Sciez                               | CC de la Vallée Verte                    | 11,96            | 1 484 (2022)                      | 124                | modifier les données · modifier les données |
| Hauteville-sur-Fier       | 74141      | 74150                         | Annecy                   | Rumilly                             | CC Rumilly Terre de Savoie               | 4,90             | 1 074 (2022)                      | 219                | modifier les données · modifier les données |
| Héry-sur-Alby             | 74142      | 74540                         | Annecy                   | Rumilly                             | CA Grand Annecy                          | 7,33             | 973 (2022)                        | 133                | modifier les données · modifier les données |
| Les Houches               | 74143      | 74310                         | Bonneville               | Le Mont-Blanc                       | CC de la Vallée de Chamonix-Mont-Blanc   | 43,07            | 3 529 (2022)                      | 82                 | modifier les données · modifier les données |
| Jonzier-Épagny            | 74144      | 74520                         | Saint-Julien-en-Genevois | Saint-Julien-en-Genevois            | CC du Genevois                           | 7,16             | 889 (2022)                        | 124                | modifier les données · modifier les données |
| Juvigny                   | 74145      | 74100                         | Saint-Julien-en-Genevois | Gaillard                            | CA Annemasse - Les Voirons Agglomération | 2,71             | 634 (2022)                        | 234                | modifier les données · modifier les données |
| Larringes                 | 74146      | 74500                         | Thonon-les-Bains         | Évian-les-Bains                     | CC Pays d'Évian Vallée d'Abondance       | 8,07             | 1 589 (2022)                      | 197                | modifier les données · modifier les données |
| Lathuile                  | 74147      | 74210                         | Annecy                   | Faverges-Seythenex                  | CC des Sources du Lac d'Annecy           | 8,76             | 1 076 (2022)                      | 123                | modifier les données · modifier les données |
| Leschaux                  | 74148      | 74320                         | Annecy                   | Annecy-4                            | CA Grand Annecy                          | 12,52            | 309 (2022)                        | 25                 | modifier les données · modifier les données |
| Loisin                    | 74150      | 74140                         | Thonon-les-Bains         | Sciez                               | CA Thonon Agglomération                  | 7,86             | 1 728 (2022)                      | 220                | modifier les données · modifier les données |
| Lornay                    | 74151      | 74150                         | Annecy                   | Rumilly                             | CC Rumilly Terre de Savoie               | 9,65             | 585 (2022)                        | 61                 | modifier les données · modifier les données |
| Lovagny                   | 74152      | 74330                         | Annecy                   | Annecy-1                            | CC Fier et Usses                         | 5,55             | 1 297 (2022)                      | 234                | modifier les données · modifier les données |
| Lucinges                  | 74153      | 74380                         | Saint-Julien-en-Genevois | Gaillard                            | CA Annemasse - Les Voirons Agglomération | 7,69             | 1 709 (2022)                      | 222                | modifier les données · modifier les données |
| Lugrin                    | 74154      | 74500                         | Thonon-les-Bains         | Évian-les-Bains                     | CC Pays d'Évian Vallée d'Abondance       | 13,22            | 2 536 (2022)                      | 192                | modifier les données · modifier les données |
| Lullin                    | 74155      | 74470                         | Thonon-les-Bains         | Thonon-les-Bains                    | CC du Haut-Chablais                      | 13,25            | 799 (2022)                        | 60                 | modifier les données · modifier les données |
| Lully                     | 74156      | 74890                         | Thonon-les-Bains         | Sciez                               | CA Thonon Agglomération                  | 4,86             | 736 (2022)                        | 151                | modifier les données · modifier les données |
| Lyaud                     | 74157      | 74200                         | Thonon-les-Bains         | Thonon-les-Bains                    | CA Thonon Agglomération                  | 9,17             | 1 766 (2022)                      | 193                | modifier les données · modifier les données |
| Machilly                  | 74158      | 74140                         | Saint-Julien-en-Genevois | Gaillard                            | CA Annemasse - Les Voirons Agglomération | 5,76             | 1 139 (2022)                      | 198                | modifier les données · modifier les données |
| Magland                   | 74159      | 74300                         | Bonneville               | Sallanches                          | CC Cluses-Arve et Montagnes              | 40,32            | 3 242 (2022)                      | 80                 | modifier les données · modifier les données |
| Manigod                   | 74160      | 74230                         | Annecy                   | Faverges-Seythenex                  | CC des Vallées de Thônes                 | 44,12            | 1 006 (2022)                      | 23                 | modifier les données · modifier les données |
| Marcellaz                 | 74162      | 74250                         | Bonneville               | Bonneville                          | CC des Quatre Rivières                   | 4,17             | 1 072 (2022)                      | 257                | modifier les données · modifier les données |
| Marcellaz-Albanais        | 74161      | 74150                         | Annecy                   | Rumilly                             | CC Rumilly Terre de Savoie               | 14,54            | 1 985 (2022)                      | 137                | modifier les données · modifier les données |
| Margencel                 | 74163      | 74200                         | Thonon-les-Bains         | Sciez                               | CA Thonon Agglomération                  | 7,38             | 2 261 (2022)                      | 306                | modifier les données · modifier les données |
| Marignier                 | 74164      | 74970                         | Bonneville               | Bonneville                          | CC Faucigny - Glières                    | 19,97            | 6 432 (2022)                      | 322                | modifier les données · modifier les données |
| Marigny-Saint-Marcel      | 74165      | 74150                         | Annecy                   | Rumilly                             | CC Rumilly Terre de Savoie               | 7,35             | 701 (2022)                        | 95                 | modifier les données · modifier les données |
| Marin                     | 74166      | 74200                         | Thonon-les-Bains         | Évian-les-Bains                     | CC Pays d'Évian Vallée d'Abondance       | 5,57             | 1 921 (2022)                      | 345                | modifier les données · modifier les données |
| Marlioz                   | 74168      | 74270                         | Saint-Julien-en-Genevois | Saint-Julien-en-Genevois            | CC Usses et Rhône                        | 8,12             | 1 052 (2022)                      | 130                | modifier les données · modifier les données |
| Marnaz                    | 74169      | 74460                         | Bonneville               | Cluses                              | CC Cluses-Arve et Montagnes              | 9,02             | 5 920 (2022)                      | 656                | modifier les données · modifier les données |
| Massingy                  | 74170      | 74150                         | Annecy                   | Rumilly                             | CC Rumilly Terre de Savoie               | 12,34            | 858 (2022)                        | 70                 | modifier les données · modifier les données |
| Massongy                  | 74171      | 74140                         | Thonon-les-Bains         | Sciez                               | CA Thonon Agglomération                  | 9,81             | 1 693 (2022)                      | 173                | modifier les données · modifier les données |
| Maxilly-sur-Léman         | 74172      | 74500                         | Thonon-les-Bains         | Évian-les-Bains                     | CC Pays d'Évian Vallée d'Abondance       | 4,07             | 1 519 (2022)                      | 373                | modifier les données · modifier les données |
| Megève                    | 74173      | 74120                         | Bonneville               | Sallanches                          | CC Pays du Mont-Blanc                    | 44,11            | 2 927 (2022)                      | 66                 | modifier les données · modifier les données |
| Mégevette                 | 74174      | 74490                         | Bonneville               | Bonneville                          | CC des Quatre Rivières                   | 21,66            | 606 (2022)                        | 28                 | modifier les données · modifier les données |
| Meillerie                 | 74175      | 74500                         | Thonon-les-Bains         | Évian-les-Bains                     | CC Pays d'Évian Vallée d'Abondance       | 3,91             | 301 (2022)                        | 77                 | modifier les données · modifier les données |
| Menthon-Saint-Bernard     | 74176      | 74290                         | Annecy                   | Faverges-Seythenex                  | CA Grand Annecy                          | 4,51             | 1 889 (2022)                      | 419                | modifier les données · modifier les données |
| Menthonnex-en-Bornes      | 74177      | 74350                         | Saint-Julien-en-Genevois | La Roche-sur-Foron                  | CC du Pays de Cruseilles                 | 8,48             | 1 109 (2022)                      | 131                | modifier les données · modifier les données |
| Menthonnex-sous-Clermont  | 74178      | 74270                         | Saint-Julien-en-Genevois | Saint-Julien-en-Genevois            | CC Usses et Rhône                        | 10,14            | 785 (2022)                        | 77                 | modifier les données · modifier les données |
| Mésigny                   | 74179      | 74330                         | Annecy                   | Annecy-1                            | CC Fier et Usses                         | 6,73             | 802 (2022)                        | 119                | modifier les données · modifier les données |
| Messery                   | 74180      | 74140                         | Thonon-les-Bains         | Sciez                               | CA Thonon Agglomération                  | 9,22             | 2 373 (2022)                      | 257                | modifier les données · modifier les données |
| Mieussy                   | 74183      | 74440                         | Bonneville               | Cluses                              | CC des Montagnes du Giffre               | 44,45            | 2 521 (2022)                      | 57                 | modifier les données · modifier les données |
| Minzier                   | 74184      | 74270                         | Saint-Julien-en-Genevois | Saint-Julien-en-Genevois            | CC Usses et Rhône                        | 8,79             | 1 058 (2022)                      | 120                | modifier les données · modifier les données |
| Monnetier-Mornex          | 74185      | 74560                         | Saint-Julien-en-Genevois | La Roche-sur-Foron                  | CC Arve et Salève                        | 11,40            | 2 333 (2022)                      | 205                | modifier les données · modifier les données |
| Mont-Saxonnex             | 74189      | 74130                         | Bonneville               | Cluses                              | CC Cluses-Arve et Montagnes              | 26,28            | 1 637 (2022)                      | 62                 | modifier les données · modifier les données |
| Montagny-les-Lanches      | 74186      | 74600                         | Annecy                   | Annecy-4                            | CA Grand Annecy                          | 4,38             | 812 (2022)                        | 185                | modifier les données · modifier les données |
| Montriond                 | 74188      | 74110                         | Thonon-les-Bains         | Évian-les-Bains                     | CC du Haut-Chablais                      | 24,71            | 956 (2022)                        | 39                 | modifier les données · modifier les données |
| Morillon                  | 74190      | 74440                         | Bonneville               | Cluses                              | CC des Montagnes du Giffre               | 14,51            | 694 (2022)                        | 48                 | modifier les données · modifier les données |
| Morzine                   | 74191      | 74110                         | Thonon-les-Bains         | Évian-les-Bains                     | CC du Haut-Chablais                      | 44,10            | 2 661 (2022)                      | 60                 | modifier les données · modifier les données |
| Moye                      | 74192      | 74150                         | Annecy                   | Rumilly                             | CC Rumilly Terre de Savoie               | 23,80            | 963 (2022)                        | 40                 | modifier les données · modifier les données |
| La Muraz                  | 74193      | 74560                         | Saint-Julien-en-Genevois | La Roche-sur-Foron                  | CC Arve et Salève                        | 14,38            | 1 055 (2022)                      | 73                 | modifier les données · modifier les données |
| Mûres                     | 74194      | 74540                         | Annecy                   | Rumilly                             | CA Grand Annecy                          | 5,23             | 882 (2022)                        | 169                | modifier les données · modifier les données |
| Musièges                  | 74195      | 74270                         | Saint-Julien-en-Genevois | Saint-Julien-en-Genevois            | CC Usses et Rhône                        | 2,98             | 421 (2022)                        | 141                | modifier les données · modifier les données |
| Nancy-sur-Cluses          | 74196      | 74300                         | Bonneville               | Cluses                              | CC Cluses-Arve et Montagnes              | 14,22            | 466 (2022)                        | 33                 | modifier les données · modifier les données |
| Nangy                     | 74197      | 74380                         | Saint-Julien-en-Genevois | La Roche-sur-Foron                  | CC Arve et Salève                        | 4,35             | 1 708 (2022)                      | 393                | modifier les données · modifier les données |
| Nâves-Parmelan            | 74198      | 74370                         | Annecy                   | Annecy-3                            | CA Grand Annecy                          | 5,39             | 1 001 (2022)                      | 186                | modifier les données · modifier les données |
| Nernier                   | 74199      | 74140                         | Thonon-les-Bains         | Sciez                               | CA Thonon Agglomération                  | 1,82             | 424 (2022)                        | 233                | modifier les données · modifier les données |
| Neuvecelle                | 74200      | 74500                         | Thonon-les-Bains         | Évian-les-Bains                     | CC Pays d'Évian Vallée d'Abondance       | 4,00             | 3 224 (2022)                      | 806                | modifier les données · modifier les données |
| Neydens                   | 74201      | 74160                         | Saint-Julien-en-Genevois | Saint-Julien-en-Genevois            | CC du Genevois                           | 6,96             | 2 227 (2022)                      | 320                | modifier les données · modifier les données |
| Nonglard                  | 74202      | 74330                         | Annecy                   | Annecy-1                            | CC Fier et Usses                         | 4,12             | 735 (2022)                        | 178                | modifier les données · modifier les données |
| Novel                     | 74203      | 74500                         | Thonon-les-Bains         | Évian-les-Bains                     | CC Pays d'Évian Vallée d'Abondance       | 9,75             | 53 (2022)                         | 5,4                | modifier les données · modifier les données |
| Onnion                    | 74205      | 74490                         | Bonneville               | Bonneville                          | CC des Quatre Rivières                   | 18,97            | 1 281 (2022)                      | 68                 | modifier les données · modifier les données |
| Orcier                    | 74206      | 74550                         | Thonon-les-Bains         | Thonon-les-Bains                    | CA Thonon Agglomération                  | 9,39             | 1 073 (2022)                      | 114                | modifier les données · modifier les données |
| Passy                     | 74208      | 74190                         | Bonneville               | Le Mont-Blanc                       | CC Pays du Mont-Blanc                    | 80,03            | 10 852 (2022)                     | 136                | modifier les données · modifier les données |
| Peillonnex                | 74209      | 74250                         | Bonneville               | Bonneville                          | CC des Quatre Rivières                   | 6,40             | 1 363 (2022)                      | 213                | modifier les données · modifier les données |
| Perrignier                | 74210      | 74550                         | Thonon-les-Bains         | Thonon-les-Bains                    | CA Thonon Agglomération                  | 7,85             | 1 882 (2022)                      | 240                | modifier les données · modifier les données |
| Pers-Jussy                | 74211      | 74930                         | Saint-Julien-en-Genevois | La Roche-sur-Foron                  | CC Arve et Salève                        | 18,68            | 3 207 (2022)                      | 172                | modifier les données · modifier les données |
| Poisy                     | 74213      | 74330                         | Annecy                   | Annecy-1                            | CA Grand Annecy                          | 11,33            | 9 032 (2022)                      | 797                | modifier les données · modifier les données |
| Praz-sur-Arly             | 74215      | 74120                         | Bonneville               | Sallanches                          | CC Pays du Mont-Blanc                    | 22,64            | 1 289 (2022)                      | 57                 | modifier les données · modifier les données |
| Présilly                  | 74216      | 74160                         | Saint-Julien-en-Genevois | Saint-Julien-en-Genevois            | CC du Genevois                           | 8,66             | 1 082 (2022)                      | 125                | modifier les données · modifier les données |
| Publier                   | 74218      | 74500                         | Thonon-les-Bains         | Évian-les-Bains                     | CC Pays d'Évian Vallée d'Abondance       | 8,92             | 7 793 (2022)                      | 874                | modifier les données · modifier les données |
| Quintal                   | 74219      | 74600                         | Annecy                   | Annecy-4                            | CA Grand Annecy                          | 9,13             | 1 252 (2022)                      | 137                | modifier les données · modifier les données |
| Reignier-Ésery            | 74220      | 74930                         | Saint-Julien-en-Genevois | La Roche-sur-Foron                  | CC Arve et Salève                        | 25,08            | 8 112 (2022)                      | 323                | modifier les données · modifier les données |
| Le Reposoir               | 74221      | 74950                         | Bonneville               | Cluses                              | CC Cluses-Arve et Montagnes              | 37,36            | 559 (2022)                        | 15                 | modifier les données · modifier les données |
| Reyvroz                   | 74222      | 74200                         | Thonon-les-Bains         | Thonon-les-Bains                    | CC du Haut-Chablais                      | 9,82             | 498 (2022)                        | 51                 | modifier les données · modifier les données |
| La Rivière-Enverse        | 74223      | 74440                         | Bonneville               | Cluses                              | CC des Montagnes du Giffre               | 7,98             | 490 (2022)                        | 61                 | modifier les données · modifier les données |
| La Roche-sur-Foron        | 74224      | 74800                         | Bonneville               | La Roche-sur-Foron                  | CC du Pays Rochois                       | 17,94            | 11 239 (2022)                     | 626                | modifier les données · modifier les données |
| Rumilly                   | 74225      | 74150                         | Annecy                   | Rumilly                             | CC Rumilly Terre de Savoie               | 16,89            | 16 082 (2022)                     | 952                | modifier les données · modifier les données |
| Saint-André-de-Boëge      | 74226      | 74420                         | Thonon-les-Bains         | Sciez                               | CC de la Vallée Verte                    | 12,60            | 594 (2022)                        | 47                 | modifier les données · modifier les données |
| Saint-Blaise              | 74228      | 74350                         | Saint-Julien-en-Genevois | La Roche-sur-Foron                  | CC du Pays de Cruseilles                 | 2,55             | 378 (2022)                        | 148                | modifier les données · modifier les données |
| Saint-Cergues             | 74229      | 74140                         | Saint-Julien-en-Genevois | Gaillard                            | CA Annemasse - Les Voirons Agglomération | 12,55            | 3 779 (2022)                      | 301                | modifier les données · modifier les données |
| Saint-Eusèbe              | 74231      | 74150                         | Annecy                   | Rumilly                             | CC Rumilly Terre de Savoie               | 6,88             | 643 (2022)                        | 93                 | modifier les données · modifier les données |
| Saint-Eustache            | 74232      | 74410                         | Annecy                   | Annecy-4                            | CA Grand Annecy                          | 10,54            | 486 (2022)                        | 46                 | modifier les données · modifier les données |
| Saint-Félix               | 74233      | 74540                         | Annecy                   | Rumilly                             | CA Grand Annecy                          | 6,60             | 2 438 (2022)                      | 369                | modifier les données · modifier les données |
| Saint-Ferréol             | 74234      | 74210                         | Annecy                   | Faverges-Seythenex                  | CC des Sources du Lac d'Annecy           | 16,79            | 882 (2022)                        | 53                 | modifier les données · modifier les données |
| Saint-Germain-sur-Rhône   | 74235      | 74910                         | Saint-Julien-en-Genevois | Saint-Julien-en-Genevois            | CC Usses et Rhône                        | 7,85             | 644 (2022)                        | 82                 | modifier les données · modifier les données |
| Saint-Gervais-les-Bains   | 74236      | 74170                         | Bonneville               | Le Mont-Blanc                       | CC Pays du Mont-Blanc                    | 63,63            | 5 678 (2022)                      | 89                 | modifier les données · modifier les données |
| Saint-Gingolph            | 74237      | 74500                         | Thonon-les-Bains         | Évian-les-Bains                     | CC Pays d'Évian Vallée d'Abondance       | 7,33             | 907 (2022)                        | 124                | modifier les données · modifier les données |
| Saint-Jean-d'Aulps        | 74238      | 74430                         | Thonon-les-Bains         | Évian-les-Bains                     | CC du Haut-Chablais                      | 40,19            | 1 543 (2022)                      | 38                 | modifier les données · modifier les données |
| Saint-Jean-de-Sixt        | 74239      | 74450                         | Annecy                   | Faverges-Seythenex                  | CC des Vallées de Thônes                 | 12,21            | 1 500 (2022)                      | 123                | modifier les données · modifier les données |
| Saint-Jean-de-Tholome     | 74240      | 74250                         | Bonneville               | Bonneville                          | CC des Quatre Rivières                   | 12,37            | 1 157 (2022)                      | 94                 | modifier les données · modifier les données |
| Saint-Jeoire              | 74241      | 74490                         | Bonneville               | Bonneville                          | CC des Quatre Rivières                   | 22,75            | 3 423 (2022)                      | 150                | modifier les données · modifier les données |
| Saint-Jorioz              | 74242      | 74410                         | Annecy                   | Annecy-4                            | CA Grand Annecy                          | 21,12            | 6 344 (2022)                      | 300                | modifier les données · modifier les données |
| Saint-Julien-en-Genevois  | 74243      | 74160                         | Saint-Julien-en-Genevois | Saint-Julien-en-Genevois            | CC du Genevois                           | 10,59            | 15 925 (2022)                     | 1 504              | modifier les données · modifier les données |
| Saint-Laurent             | 74244      | 74800                         | Bonneville               | La Roche-sur-Foron                  | CC du Pays Rochois                       | 10,96            | 836 (2022)                        | 76                 | modifier les données · modifier les données |
| Saint-Paul-en-Chablais    | 74249      | 74500                         | Thonon-les-Bains         | Évian-les-Bains                     | CC Pays d'Évian Vallée d'Abondance       | 14,45            | 2 598 (2022)                      | 180                | modifier les données · modifier les données |
| Saint-Pierre-en-Faucigny  | 74250      | 74800                         | Bonneville               | Bonneville                          | CC du Pays Rochois                       | 14,91            | 7 848 (2022)                      | 526                | modifier les données · modifier les données |
| Saint-Sigismond           | 74252      | 74300                         | Bonneville               | Cluses                              | CC Cluses-Arve et Montagnes              | 7,92             | 649 (2022)                        | 82                 | modifier les données · modifier les données |
| Saint-Sixt                | 74253      | 74800                         | Bonneville               | La Roche-sur-Foron                  | CC du Pays Rochois                       | 5,21             | 994 (2022)                        | 191                | modifier les données · modifier les données |
| Saint-Sylvestre           | 74254      | 74540                         | Annecy                   | Rumilly                             | CA Grand Annecy                          | 5,34             | 598 (2022)                        | 112                | modifier les données · modifier les données |
| Sales                     | 74255      | 74150                         | Annecy                   | Rumilly                             | CC Rumilly Terre de Savoie               | 9,21             | 2 267 (2022)                      | 246                | modifier les données · modifier les données |
| Sallanches                | 74256      | 74700                         | Bonneville               | Sallanches                          | CC Pays du Mont-Blanc                    | 65,87            | 17 041 (2022)                     | 259                | modifier les données · modifier les données |
| Sallenôves                | 74257      | 74270                         | Annecy                   | Annecy-1                            | CC Fier et Usses                         | 3,64             | 847 (2022)                        | 233                | modifier les données · modifier les données |
| Samoëns                   | 74258      | 74340                         | Bonneville               | Cluses                              | CC des Montagnes du Giffre               | 97,29            | 2 193 (2022)                      | 23                 | modifier les données · modifier les données |
| Le Sappey                 | 74259      | 74350                         | Saint-Julien-en-Genevois | La Roche-sur-Foron                  | CC du Pays de Cruseilles                 | 13,72            | 463 (2022)                        | 34                 | modifier les données · modifier les données |
| Savigny                   | 74260      | 74520                         | Saint-Julien-en-Genevois | Saint-Julien-en-Genevois            | CC du Genevois                           | 10,52            | 1 029 (2022)                      | 98                 | modifier les données · modifier les données |
| Saxel                     | 74261      | 74420                         | Thonon-les-Bains         | Sciez                               | CC de la Vallée Verte                    | 5,63             | 509 (2022)                        | 90                 | modifier les données · modifier les données |
| Scientrier                | 74262      | 74930                         | Saint-Julien-en-Genevois | La Roche-sur-Foron                  | CC Arve et Salève                        | 7,21             | 1 216 (2022)                      | 169                | modifier les données · modifier les données |
| Sciez                     | 74263      | 74140                         | Thonon-les-Bains         | Sciez                               | CA Thonon Agglomération                  | 20,47            | 6 317 (2022)                      | 309                | modifier les données · modifier les données |
| Scionzier                 | 74264      | 74950                         | Bonneville               | Cluses                              | CC Cluses-Arve et Montagnes              | 10,62            | 9 074 (2022)                      | 854                | modifier les données · modifier les données |
| Serraval                  | 74265      | 74230                         | Annecy                   | Faverges-Seythenex                  | CC des Vallées de Thônes                 | 19,73            | 745 (2022)                        | 38                 | modifier les données · modifier les données |
| Servoz                    | 74266      | 74310                         | Bonneville               | Le Mont-Blanc                       | CC de la Vallée de Chamonix-Mont-Blanc   | 13,47            | 1 125 (2022)                      | 84                 | modifier les données · modifier les données |
| Sevrier                   | 74267      | 74320                         | Annecy                   | Annecy-2                            | CA Grand Annecy                          | 12,65            | 4 324 (2022)                      | 342                | modifier les données · modifier les données |
| Seyssel                   | 74269      | 74910                         | Saint-Julien-en-Genevois | Saint-Julien-en-Genevois            | CC Usses et Rhône                        | 16,86            | 2 327 (2022)                      | 138                | modifier les données · modifier les données |
| Seytroux                  | 74271      | 74430                         | Thonon-les-Bains         | Évian-les-Bains                     | CC du Haut-Chablais                      | 18,44            | 535 (2022)                        | 29                 | modifier les données · modifier les données |
| Sillingy                  | 74272      | 74330                         | Annecy                   | Annecy-1                            | CC Fier et Usses                         | 14,84            | 5 652 (2022)                      | 381                | modifier les données · modifier les données |
| Sixt-Fer-à-Cheval         | 74273      | 74740                         | Bonneville               | Cluses                              | CC des Montagnes du Giffre               | 119,07           | 728 (2022)                        | 6,1                | modifier les données · modifier les données |
| Talloires-Montmin         | 74275      | 74210 74290                   | Annecy                   | Faverges-Seythenex                  | CA Grand Annecy                          | 36,98            | 1 913 (2022)                      | 52                 | modifier les données · modifier les données |
| Taninges                  | 74276      | 74440                         | Bonneville               | Cluses                              | CC des Montagnes du Giffre               | 42,66            | 3 501 (2022)                      | 82                 | modifier les données · modifier les données |
| Thollon-les-Mémises       | 74279      | 74500                         | Thonon-les-Bains         | Évian-les-Bains                     | CC Pays d'Évian Vallée d'Abondance       | 13,78            | 808 (2022)                        | 59                 | modifier les données · modifier les données |
| Thônes                    | 74280      | 74230                         | Annecy                   | Faverges-Seythenex                  | CC des Vallées de Thônes                 | 52,33            | 6 654 (2022)                      | 127                | modifier les données · modifier les données |
| Thonon-les-Bains          | 74281      | 74200                         | Thonon-les-Bains         | Thonon-les-Bains                    | CA Thonon Agglomération                  | 16,21            | 37 689 (2022)                     | 2 325              | modifier les données · modifier les données |
| Thusy                     | 74283      | 74150                         | Annecy                   | Rumilly                             | CC Rumilly Terre de Savoie               | 10,74            | 1 166 (2022)                      | 109                | modifier les données · modifier les données |
| Thyez                     | 74278      | 74300                         | Bonneville               | Cluses                              | CC Cluses-Arve et Montagnes              | 9,81             | 6 344 (2022)                      | 647                | modifier les données · modifier les données |
| La Tour                   | 74284      | 74250                         | Bonneville               | Bonneville                          | CC des Quatre Rivières                   | 7,73             | 1 353 (2022)                      | 175                | modifier les données · modifier les données |
| Usinens                   | 74285      | 74910                         | Saint-Julien-en-Genevois | Saint-Julien-en-Genevois            | CC Usses et Rhône                        | 7,63             | 424 (2022)                        | 56                 | modifier les données · modifier les données |
| Vacheresse                | 74286      | 74360                         | Thonon-les-Bains         | Évian-les-Bains                     | CC Pays d'Évian Vallée d'Abondance       | 31,02            | 912 (2022)                        | 29                 | modifier les données · modifier les données |
| Vailly                    | 74287      | 74470                         | Thonon-les-Bains         | Thonon-les-Bains                    | CC du Haut-Chablais                      | 18,89            | 907 (2022)                        | 48                 | modifier les données · modifier les données |
| Val de Chaise             | 74167      | 74210                         | Annecy                   | Faverges-Seythenex                  | CC des Sources du Lac d'Annecy           | 18,70            | 1 401 (2022)                      | 75                 | modifier les données · modifier les données |
| Valleiry                  | 74288      | 74520                         | Saint-Julien-en-Genevois | Saint-Julien-en-Genevois            | CC du Genevois                           | 6,95             | 5 090 (2022)                      | 732                | modifier les données · modifier les données |
| Vallières-sur-Fier        | 74289      | 74150                         | Annecy                   | Rumilly                             | CC Rumilly Terre de Savoie               | 19,14            | 2 739 (2022)                      | 143                | modifier les données · modifier les données |
| Vallorcine                | 74290      | 74660                         | Bonneville               | Le Mont-Blanc                       | CC de la Vallée de Chamonix-Mont-Blanc   | 44,57            | 432 (2022)                        | 9,7                | modifier les données · modifier les données |
| Vanzy                     | 74291      | 74270                         | Saint-Julien-en-Genevois | Saint-Julien-en-Genevois            | CC Usses et Rhône                        | 5,57             | 350 (2022)                        | 63                 | modifier les données · modifier les données |
| Vaulx                     | 74292      | 74150                         | Annecy                   | Rumilly                             | CC Rumilly Terre de Savoie               | 11,19            | 1 080 (2022)                      | 97                 | modifier les données · modifier les données |
| Veigy-Foncenex            | 74293      | 74140                         | Thonon-les-Bains         | Sciez                               | CA Thonon Agglomération                  | 12,99            | 4 035 (2022)                      | 311                | modifier les données · modifier les données |
| Verchaix                  | 74294      | 74440                         | Bonneville               | Cluses                              | CC des Montagnes du Giffre               | 15,89            | 794 (2022)                        | 50                 | modifier les données · modifier les données |
| La Vernaz                 | 74295      | 74200                         | Thonon-les-Bains         | Évian-les-Bains                     | CC du Haut-Chablais                      | 7,78             | 288 (2022)                        | 37                 | modifier les données · modifier les données |
| Vers                      | 74296      | 74160                         | Saint-Julien-en-Genevois | Saint-Julien-en-Genevois            | CC du Genevois                           | 5,91             | 962 (2022)                        | 163                | modifier les données · modifier les données |
| Versonnex                 | 74297      | 74150                         | Annecy                   | Rumilly                             | CC Rumilly Terre de Savoie               | 4,18             | 678 (2022)                        | 162                | modifier les données · modifier les données |
| Vétraz-Monthoux           | 74298      | 74100                         | Saint-Julien-en-Genevois | Gaillard                            | CA Annemasse - Les Voirons Agglomération | 7,11             | 10 412 (2022)                     | 1 464              | modifier les données · modifier les données |
| Veyrier-du-Lac            | 74299      | 74290                         | Annecy                   | Faverges-Seythenex                  | CA Grand Annecy                          | 8,21             | 2 308 (2022)                      | 281                | modifier les données · modifier les données |
| Villard                   | 74301      | 74420                         | Thonon-les-Bains         | Sciez                               | CC de la Vallée Verte                    | 7,42             | 960 (2022)                        | 129                | modifier les données · modifier les données |
| Les Villards-sur-Thônes   | 74302      | 74230                         | Annecy                   | Faverges-Seythenex                  | CC des Vallées de Thônes                 | 13,32            | 1 121 (2022)                      | 84                 | modifier les données · modifier les données |
| Villaz                    | 74303      | 74370                         | Annecy                   | Annecy-3                            | CA Grand Annecy                          | 15,27            | 3 473 (2022)                      | 227                | modifier les données · modifier les données |
| Ville-en-Sallaz           | 74304      | 74250                         | Bonneville               | Bonneville                          | CC des Quatre Rivières                   | 3,37             | 918 (2022)                        | 272                | modifier les données · modifier les données |
| Ville-la-Grand            | 74305      | 74100                         | Saint-Julien-en-Genevois | Annemasse                           | CA Annemasse - Les Voirons Agglomération | 4,49             | 9 196 (2022)                      | 2 048              | modifier les données · modifier les données |
| Villy-le-Bouveret         | 74306      | 74350                         | Saint-Julien-en-Genevois | La Roche-sur-Foron                  | CC du Pays de Cruseilles                 | 3,49             | 637 (2022)                        | 183                | modifier les données · modifier les données |
| Villy-le-Pelloux          | 74307      | 74350                         | Saint-Julien-en-Genevois | La Roche-sur-Foron                  | CC du Pays de Cruseilles                 | 2,97             | 1 009 (2022)                      | 340                | modifier les données · modifier les données |
| Vinzier                   | 74308      | 74500                         | Thonon-les-Bains         | Évian-les-Bains                     | CC Pays d'Évian Vallée d'Abondance       | 6,51             | 883 (2022)                        | 136                | modifier les données · modifier les données |
| Viry                      | 74309      | 74580                         | Saint-Julien-en-Genevois | Saint-Julien-en-Genevois            | CC du Genevois                           | 26,16            | 5 625 (2022)                      | 215                | modifier les données · modifier les données |
| Viuz-en-Sallaz            | 74311      | 74250                         | Bonneville               | Bonneville                          | CC des Quatre Rivières                   | 20,99            | 4 668 (2022)                      | 222                | modifier les données · modifier les données |
| Viuz-la-Chiésaz           | 74310      | 74540                         | Annecy                   | Rumilly                             | CA Grand Annecy                          | 13,91            | 1 302 (2022)                      | 94                 | modifier les données · modifier les données |
| Vougy                     | 74312      | 74130                         | Bonneville               | Bonneville                          | CC Faucigny - Glières                    | 3,99             | 1 622 (2022)                      | 407                | modifier les données · modifier les données |
| Vovray-en-Bornes          | 74313      | 74350                         | Saint-Julien-en-Genevois | La Roche-sur-Foron                  | CC du Pays de Cruseilles                 | 6,57             | 556 (2022)                        | 85                 | modifier les données · modifier les données |
| Vulbens                   | 74314      | 74520                         | Saint-Julien-en-Genevois | Saint-Julien-en-Genevois            | CC du Genevois                           | 12,53            | 1 698 (2022)                      | 136                | modifier les données · modifier les données |
| Yvoire                    | 74315      | 74140                         | Thonon-les-Bains         | Sciez                               | CA Thonon Agglomération                  | 3,12             | 1 052 (2022)                      | 337                | modifier les données · modifier les données |
| Haute-Savoie              | 74         |                               |                          |                                     |                                          | 4 388,00         | 849 583 (2022)                    | 194                | modifier les données                        |

## Fusions et créations de communes
En 1973-1975, quelques communes ont été fusionnées : 
- Marin après un vote favorable du conseil municipal le 25 août 1972 était devenue commune associée de Thonon-les-Bains le 1er janvier 1973 ;
- Novel avait été fusionnée le 17 août 1973 avec Saint-Gingolph ;
- Anthy-sur-Léman avait été fusionnée le 9 octobre 1973 avec Thonon-les-Bains ;
- les communes de Perrignier et de Draillant ont été associées en 1974.

Ces communes ont dès les années 1980 fait l'objet de « défusions » : 
- à Novel (48 habitants), une pétition demandant la défusion est signée par 43 des 88 électeurs inscrits le 29 décembre 1978. Après une procédure assez longue (Tribunal administratif de Grenoble, Conseil d'État...) l'arrêté préfectoral du 27 décembre 1982 prononce l'érection de Novel en commune distincte » ;
- la défusion d'Anthy-sur-Léman a été déclenchée en septembre 1981 par la signature d'une pétition par 322 des 790 électeurs inscrits et aboutit avec l'arrêté préfectoral du 17 décembre 1982 (14 mois seulement après la pétition) ;
- l'association « Marin notre village » est créée en septembre 1991 « pour permettre à la commune de Marin de retrouver son autonomie », ce qui se produit avec l'arrêté préfectoral du 18 mai 1995 ;
- les communes de Perrignier et Draillant ont été désassociées le 19 février 2001[3] ;
- le dossier d'érection en communes distinctes de Saint-Gervais et du Fayet est en cours d'instruction.

Le 1er janvier 2016, quatre communes nouvelles sont créées : 
- Épagny-Metz-Tessy (fusion d’Épagny et de Metz-Tessy) ;
- Faverges-Seythenex (fusion de Faverges et de Seythenex) ;
- Talloires-Montmin (à la place de Talloires et de Montmin) ;
- Val de Chaise (fusion de Cons-Sainte-Colombe et de Marlens).

En 2017, deux communes nouvelles sont créées
- les six plus grandes communes de l'agglomération d'Annecy fusionnent : Annecy, Annecy-le-Vieux, Cran-Gevrier, Seynod, Meythet et Pringy[5],[6],[7].
- Thorens-Glières, Aviernoz, Évires, Les Ollières, Saint-Martin-Bellevue fusionnent.

En 2019, deux communes nouvelles sont créées 
- Glières-Val-de-Borne (fusion du Petit-Bornand-les-Glières et d'Entremont),
- Vallières-sur-Fier (fusion de Val-de-Fier et de Vallières).